# Turniej Petanque o Puchar Prezydenta Katowic

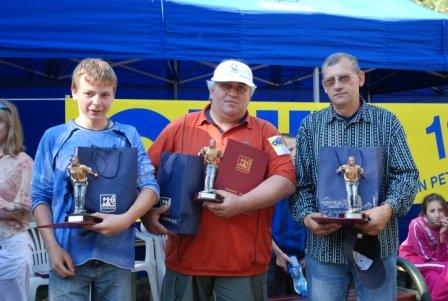
Zwycięzcy pierwszego Turnieju Petanque o Puchar Prezydenta Katowic (od lewej) Konrad Sosna, Roman Korwin, Andrzej Munikowski; park im. Tadeusza Kościuszki w Katowicach, 16 czerwca 2007

Turniej Petanque o Puchar Prezydenta Katowic – coroczne zawody pétanque rozgrywane w Katowicach organizowane w latach 2006–2008 przez członków  Stowarzyszenia Dom Miasta Saint-Etienne w Katowicach, a w kolejnych latach przez członków Sekcji Petanque przy tym Stowarzyszeniu. Cechują je rozgrywki w konkurencji tripletów w formule open, a od roku 2011 również w systemie supermêlée.

## Historia
Początkowo pojawienie się petanki w Katowicach traktowane było jak sensacja. Ogólnopolskie tytuły prasowe donosiły najpierw o otwarciu pierwszego bulodromu w Katowicach, następnie o zorganizowanym przez Stowarzyszenie Domu Miasta Saint-Etienne w Katowicach dla mieszkańców "tygodniu z petanque" i pierwszym turnieju objętym patronatem prezydenta miasta. Pojawiły się również reportaże radiowe i telewizyjne (COMTV, TVP3, Radio Katowice, Radio Planeta). Popularność petanque w Katowicach od czasu pierwszego turnieju jest bardzo duża: w zajęciach organizowanych przez Stowarzyszenie Domu Miasta Saint-Etienne w Katowicach wzięło udział:
w 2008 roku - 231 osób, w tym 84 dzieci i młodzieży do lat 18,
w 2009 roku - 348 osób, w tym 244 dzieci i młodzieży do lat 18.
Pierwszym bulodromem w aglomeracji był powstały w 2006 roku na terenie MOSiR w Piekarach Śląskich, następny pojawił się w Tychach. Pomimo że obiekty te funkcjonowały przed ufundowaniem bulodromu w Katowicach, to właśnie w katowickich, amatorskich rozgrywkach należy upatrywać początków petanki jako dyscypliny sportu w aglomeracji górnośląskiej. Pierwsze spotkanie mieszkańców i władz Katowic z petanką miało miejsce w październiku 2006 roku. Zorganizowane zostało przez działaczy Stowarzyszenia Dom Miasta Saint-Etienne w Katowicach. Miejscem rozgrywek był nowo oddany do użytku bulodrom w parku im. Tadeusza Kościuszki w Katowicach. 
Pół roku później, 16 czerwca 2007 roku zostały rozegrane zawody pod nazwą Turniej Petanque o Puchar Prezydenta Katowic. Przygotowania do niej wzbudziły zainteresowanie setek mieszkańców. Stało się przez to oczywistym dla organizatorów, że turniej będzie imprezą cykliczną. Organizowany jest od tamtego czasu corocznie w drugiej połowie czerwca skupiając mieszkańców Katowic i aglomeracji górnośląskiej oraz gości z kraju i zagranicy.

## Specyfika
Co roku turniej adresowany jest przede wszystkim do sympatyków petanki i amatorów, którzy dotychczas nie brali udziału w zawodach. W skali kraju jest to jedyna taka impreza organizowana cyklicznie. Jest jednocześnie największą w swoim segmencie - przyciąga rokrocznie około 100 graczy z Katowic i miast ościennych. Dla porównania: ogólnopolskie imprezy typu Międzynarodowy Festiwal Pétanque czy Puchar Polski w pétanque skupiają około 200–250 zawodników. Ponieważ od roku 2009 turniej otwarty jest również na graczy posiadających licencje Polskiej Federacji Petanque, by wyrównać szanse wszystkich uczestników i zapewnić wciąż dobrą zabawę, organizatorzy zaczęli poszukiwać nowej formuły. W 2011 roku wprowadzona została modyfikacja w postaci systemu supermelee. Było to nowatorskie w skali Polski rozwiązanie umożliwiające przed każdą rundą dobór zawodników do drużyn w sposób losowy. Znajduje ono uznanie i jest rozwijane przy organizacji spotkań integrujących zawodników z różnym doświadczeniem.

## Następstwa
W ślad za obiektem w parku im. Tadeusza Kościuszki zaczęły powstawać nowe, profesjonalne miejsca do gry w petankę w Radzionkowie (2008), Siemianowicach Śląskich (Bytków) (2010), w Bieruniu (2010). 
W 2012 roku powstał bulodrom przy Warsztatach Terapii Zajęciowej Stowarzyszenia na Rzecz Niepełnosprawnych SPES, jako pokłosie współpracy między Sekcją Petanque przy Stowarzyszeniu Dom Miasta Saint-Etienne w Katowicach a Stowarzyszeniem. W poprzednich latach niepełnosprawni podopieczni oraz członkowie Stowarzyszenia SPES brali udział w Turniejach o Puchar Prezydenta Miasta Katowic. Członkowie Sekcji Petanque przy DMSEK zorganizowali także trzykrotnie zawody dla osób niepełnosprawnych, ich rodzin oraz opiekunów. Od momentu powstania bulodromu przy WTZ Stowarzyszenia odbywają się na nim regularnie treningi, sparingi i zawody, w których uczestniczą osoby niepełnosprawne oraz ich opiekunowie.
Wiosną 2009 grupa miłośników petanki skupionych wokół Turnieju Pétanque o Puchar Prezydenta Katowic po uzyskaniu osobowości prawnej, jako Sekcja Pétanque przy Stowarzyszeniu Domu Miasta Saint-Etienne w Katowicach, weszła w skład Polskiej Federacji Pétanque. Tym samym rozpoczęła się oficjalna działalność pierwszej organizacji pétanque w aglomeracji górnośląskiej i drugiej, po Żywieckim Klubie Boules, w województwie śląskim.
7 stycznia 2012 zarejestrowany został kolejny klub pétanque na Śląsku - Śląski Klub Petanque "Carbon" Katowice. Dnia 07. lutego 2012 został on włączony w szeregi Polskiej Federacji Pétanque. Utworzyło go grono osób, które wyłoniło się m.in. z uczestników Turniejów Pétanque o Puchar Prezydenta Katowic. 